# Prima dinastia di Isin
La Prima dinastia di Isin (o Isin I) è l'ultima dinastia registrata dalla Lista reale sumerica.
| Re della Prima dinastia di Isin | Re della Prima dinastia di Isin |
| ------------------------------- | ------------------------------- |
| Ishbi-Erra                      | 2017-1985                       |
| Shu-ilishu                      | 1984-1975                       |
| Iddin-Dagān                     | 1974-1954                       |
| Ishme-Dagan                     | 1953-1935                       |
| Lipit-Ishtar                    | 1934-1924                       |
| Ur-Ninurta                      | 1923-1896                       |
| Bur-Sin                         | 1895-1874                       |
| Lipit-Enlil                     | 1873-1869                       |
| Erra-imitti                     | 1868-1861                       |
| Enlil-bani                      | 1860-1837                       |
| Zambiya                         | 1836-1834                       |
| Iter-pisha                      | 1833-1831                       |
| Ur-dukuga                       | 1830-1828                       |
| Sin-magir                       | 1827-1817                       |
| Damiq-ilishu                    | 1816-1794                       |
| annessa da Larsa                | 1794                            |

Governò su Babilonia tra il 2017 e il 1794 a.C., quindi tra il crollo della Terza dinastia di Ur (2004 a.C.) e l'affermarsi della città di Babilonia come centro indipendente (1880 a.C.). In effetti, Isin dominò soprattutto nel XX secolo a.C., mentre nel XIX secolo prevalse Larsa, fino all'unificazione operata da Hammurabi di Babilonia. Questa periodizzazione, che riflette l'ideologia antica della regalità che passa di città in città, ha portato alla definizione del cosiddetto Periodo di Isin-Larsa (o Periodo paleobabilonese antico), una fase storica interpretata anche come "periodo intermedio" tra le grandi unificazioni di Ur III e poi di Hammurabi.
La dinastia fu fondata da Ishbi-Erra, che all'origine sarà stato un alto ufficiale al servizio di Ibbi-Sin, l'ultimo re della Terza dinastia di Ur (Ur III). Ishbi-Erra, originario di Mari, approfittò delle difficoltà di Ibbi-Sin, impegnato in guerra con l'Elam. Inizialmente, Ishbi-Erra chiese a Ibbi-Sin maggiore autonomia nella gestione della difesa dei centri di Isin e Nippur. Nell'ottavo anno di regno di Ibbi-Sin (2019 a.C.) o nel decimo, Ishbi-Erra adottò propri nomi di anno, registrando una piena autonomia dal precedente padrone, in particolare dopo il sacco di Ur (2004), l'esilio di Ibbi-Sin e il furto della statua di Nanna-Su'en, deportata ad Anshan.
Ishbi-Erra assunse titoli assai ambiziosi ("re delle quattro parti della terra" e "dio della sua terra") e cercò di proporsi come erede dell'impero di Ur III, tanto che restaurò la vecchia capitale.
Con Ishbi-Erra e il suo successore, Shu-ilishu, tornarono a fiorire i commerci oltremare.
Nel complesso, la dinastia cercò di esprimere continuità rispetto a Ur III; in particolare, la lingua sumera rimase la lingua dell'amministrazione, della scuola, della letteratura, ma anche dei nomi di anno e delle iscrizioni reali. Lipit-Ishtar (1936-1926), quinto re della dinastia, promulgò un codice in sumero. Gli inni composti in onore dei re della dinastia ricalcavano o persino plagiavano quelli composti per i re di Ur III. I nomi dei re di Isin sono però in gran parte accadici. Il desiderio di perpetuare la tradizione di Ur III è ravvisabile anche nella decisione di adottare solo gradualmente il titolo di "re di Isin". Quando Ishbi-Erra liberò Ur dagli Elamiti, Shu-ilishu poté adottare il titolo di "re di Ur" e non è un caso che testi amministrativi riappaiano nel quinto anno del suo regno. Il titolo di "re di Isin" riappare con Iddin-Dagan (1976-1956), successore di Shu-ilishu. Solo con il re successivo, Ishme-Dagan (1955-1937), si fa un uso regolare del titolo di "re di Isin", mentre quello di "re di Ur" è via via meno usato, soprattutto dopo che la città viene conquistata, nel 1926, dal rivale Gungunum di Larsa. Ishme-Dagan reintrodusse, peraltro, il titolo di re di Sumer e Akkad, che rinviava all'egemonia sull'intera Babilonia.